# Glen Grant (Whiskybrennerei)

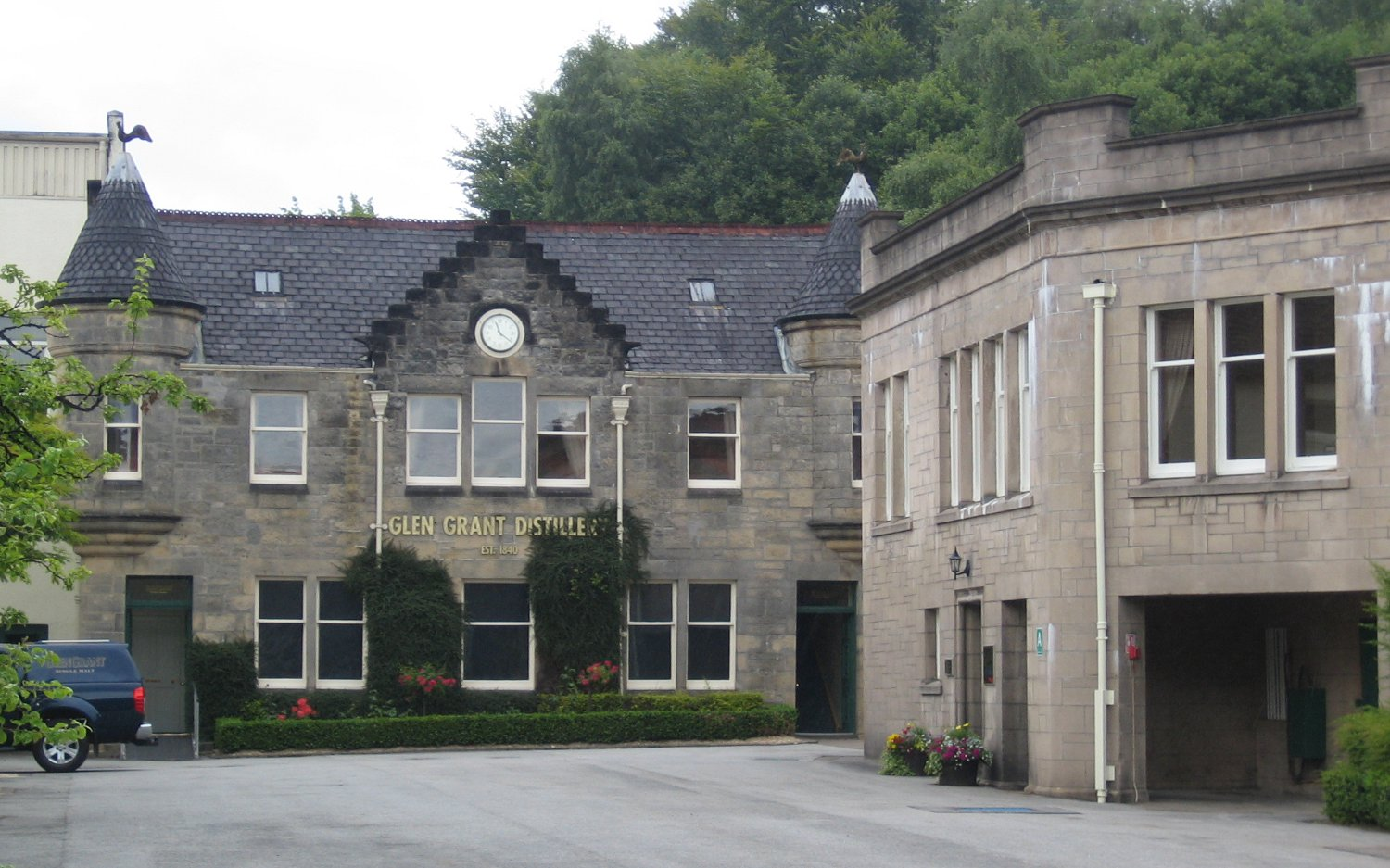

Glen Grant ist die älteste Whiskybrennerei in Rothes, Moray, Schottland, Großbritannien.

## Geschichte
Die Brennerei wurde 1840 durch die Brüder John und James Grant gegründet. Nach dem Tod der beiden Gründer übernahm 1872 der Sohn von James Grant die Destillerie. 1898 ersetzte er die ursprünglichen Floormaltings durch Drummaltings und erbaute auf der anderen Straßenseite die Brennerei Caperdonich, die damals noch Glen Grant No. 2 hieß. Bis zur ersten Schließung von Glen Grant No. 2 1902 waren die beiden Brennereien durch eine Pipeline verbunden. Die Brennerei wurde 1973 von vier auf sechs und 1977 von den neuen Eigentümern Seagram auf acht Brennblasen erweitert. Von 2001 bis Ende 2005 gehörte die Brennerei zu Pernod Ricard, nach der Übernahme von Allied Domecq musste die Destillerie aber aus wettbewerbsrechtlichen Gründen verkauft werden. Neuer Besitzer ist nun die Campari-Gruppe.

## Produktion
Das Wasser der zur Region Speyside gehörenden Brennerei stammt aus dem Caperdonich Well und dem Glen Grant Burn. Die Destillerie verfügt über einen Maischbottich (mash tun) (12 t) aus Edelstahl und zehn Gärbottiche (wash backs) (je 19.916 l) aus Kiefernholz. Destilliert wird in vier wash stills (je 22.730 l) und vier spirit stills (je 11.547 l). Die ursprünglichen Brennblasen werden mit Kohle und die nachträglich eingebauten mit Dampf erhitzt.

## Trivia
1997 gab der damalige Eigentümer ein Plagiat des Brettspiels Die Siedler von Catan unter dem Titel „Das Wasser des Lebens“ (auch als „Whisky-Siedler“ bekannt) heraus.